# Ermoldus Nigellus
Ermoldus Nigellus, deutsch Ermold der Schwarze (* unbekannt; † um 838?) war ein Dichter und Vertrauter des Königs Pippin I. von Aquitanien.

## Leben und Werk
Über sein Leben sind wir vor allem durch verstreute Andeutungen in seinen eigenen Dichtungen unterrichtet. Er stammte aus Aquitanien und gehörte zu den Höflingen König Pippins I. 824 nahm er an einem Feldzug Pippins in die Bretagne teil. Kurz darauf fiel er jedoch in Ungnade, weil er beschuldigt wurde, König Pippin gegen dessen Vater, Ludwig den Frommen, aufzuwiegeln. Er wurde nach Straßburg verbannt, wo er von Bischof Bernold freundlich aufgenommen wurde.
Im Exil verfasste er In honorem Hludowici christianissimi Caesaris Augusti, ein in elegischen Distichen verfasstes Lobgedicht auf Ludwig in vier Büchern. Dem Gedicht ist ein kunstvolles Akrostichon in 35 Hexametern vorangestellt. Den Höhepunkt des letzten Buches bildet der glanzvolle, aber angeblich nur drei Tage dauernde Blitzbesuch des dänischen Königs Heriold (=Harald Klak), der Ludwig um Hilfe bat und sich zusammen mit seinem Gefolge taufen ließ. Aus verschiedenen Annalen ergibt sich, dass die politischen Verhandlungen wohl in der Ingelheimer Kaiserpfalz abgewickelt wurden, wo sich auch eine Gesandtschaft von Heriolds Gegnern aufhielt, die Taufe jedoch in Mainz stattfand, vielleicht mangels einer passenden Kirche in Ingelheim. Die panegyrische Schilderung dieses Taufbesuches sollte die Hoffnung zum Ausdruck bringen, dass Ludwig durch die Taufe dieses (abgesetzten) dänischen Kleinkönigs die schreckliche Normannengefahr jener Jahrzehnte endgültig gebannt habe.
Ermoldus sandte das insgesamt 2649 Verse umfassende Werk an Kaiser Ludwig, die Kaiserin Judith und an König Pippin. Als der gewünschte Erfolg ausblieb, schickte er noch zwei Carmina in laudem gloriosissimi Pippini regis nach. Diese sind ebenfalls in elegischen Distichen verfasst und der Exilliteratur Ovids (Tristia, Epistulae ex Ponto) nachempfunden. Seine Dichtungen zeugen von hoher klassischer Bildung, sind aber – wegen ihrer künstlerischen Gestaltung – als Geschichtsquellen problematisch, insbesondere was das angebliche Aussehen der Pfalz in Ingelheim angeht.
Unsicher ist, ob Ludwig seine Dichtung jemals zur Kenntnis genommen hat und ob Ermoldus aus dem Exil heimkehren konnte, denn über sein Leben nach 830 gibt es keine sicheren Nachrichten. Von manchen wird er mit einem Hermoldus identifiziert, der 838 drei Urkunden als Kanzler Pippins unterzeichnete; auch mit einem Abt Hermoldus, den Ludwig 834 zu Pippin sandte, um diesen zur Rückgabe geraubten Kirchengutes aufzufordern.
Eine unmittelbare Nachwirkung seines Werks lässt sich nicht feststellen, es blieb jahrhundertelang weitgehend unbeachtet. Es ist in zwei Handschriften überliefert, dem aus dem 10. Jahrhundert stammenden Codex Vindobonensis 614 in der Österreichischen Nationalbibliothek aus dem Besitz des Humanisten Wolfgang Lazius und dem Codex Harleianus 3685 im British Museum (15. Jahrhundert, aus dem Besitz von Konrad Peutinger). Die Editio princeps erfolgte 1726 durch Lodovico Antonio Muratori.